# Xyza Cruz Bacani

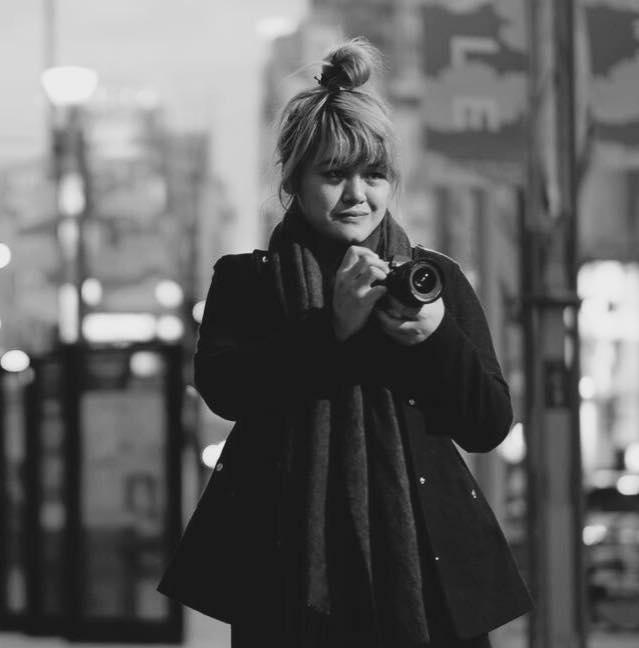
Xyza Cruz Bacani 2016

Xyza Cruz Bacani (geboren 1987) ist eine philippinische Fotografin und Menschenrechtsaktivistin.

## Leben und Werk
Xyza Cruz Bacani wuchs in einfachen Verhältnissen auf. Sie war noch keine zehn Jahre alt, als ihre Mutter das Angebot einer Stelle als Hausangestellte in Singapur annahm, um zum Unterhalt der Familie finanziell beizutragen. Dadurch war Xyza Cruz Bacani allein für ihre beiden jüngeren Geschwister und den Haushalt verantwortlich, da auch ihr Vater auf einer weit entfernten Baustelle arbeitete. Ihre Mutter fand in Singapur nicht die versprochene Stelle in einem Haushalt. Sie wurde stattdessen von Menschenhändlern gefangen gehalten, erfuhr Gewalt und wurde ausgenutzt. Nach zwei Jahren, in deren Verlauf sie nur dreimal außer Haus gehen konnte, gelang ihr die Flucht nach Hongkong. Dort fand sie eine Anstellung im Haus einer freundlichen Familie. Als Xysa Cruz Bacani 19 Jahre alt war, holte ihre Mutter sie zu sich und die beiden Frauen arbeiteten gemeinsam im selben Haushalt. Sie putzten, kochten und beaufsichtigten die Kinder der Familie. Ziel war es unter anderem, ausreichend Geld für eine Hochschulausbildung ihrer Geschwister zu verdienen. Der Wunsch der jungen Frau nach einer Kamera überstieg vor diesem Hintergrund die finanziellen Möglichkeiten der Familie, aber ihre Arbeitgeberin ermöglichte ihr den Kauf einer SLR-Kamera über einen Vorschuss.
Zunächst zeigte Xysa Cruz Bacani ihre Fotografien nur ihrer Mutter und ihrer Arbeitgeberin, die sie lobten und sie ermutigten, die Bilder auch anderen zu zeigen. Als sie ihre Bilder auf Facebook postete, fiel sie professionellen philippinischen Fotografen auf, darunter dem damals bereits erfolgreichen Rick Rocamora. Er schickte Bacanis Bilder an die New York Times, die die junge Künstlerin daraufhin in ihrem Fotografie-Blog Lens vorstellte. Zu dieser Zeit arbeitete Bacani noch als Hausangestellte. Sie fotografierte an ihren freien Tagen Frauen, die wie sie selbst zur Community der Arbeitsmigrantinnen gehörten. Nur ein Jahr später zog sie mit einem Menschenrechtsstipendium der Bildagentur Magnum Photos nach New York, um an der Tisch School of the Arts zu studieren. Von da an arbeitete Bacani erfolgreich als Fotografin mit dem Schwerpunkt auf Bildern, die die Lebensumstände von Migranten und Migrantinnen, Menschenrechtsverletzungen und Arbeitssituationen dokumentieren. Die Bilder, die so entstanden, wurden international ausgestellt, unter anderem im Hong Kong Arts Centre, dem Kunst- und Kulturzentrum Bangkok und der International Photography Hall of Fame. Insbesondere nach der Veröffentlichung ihres Buches We are like Air, in dem sie die Lebensgeschichte ihrer Mutter und sieben weiterer Arbeitsmigrantinnen erzählt, wurde sie auch als Referentin auf internationale Festivals eingeladen, so z. B. auf das Mountain Echoes Festival in Bhutan und zum Aspen Ideas Festival in den USA.

## Auszeichnungen
Ihre Arbeit wurde verschiedentlich mit Preisen ausgezeichnet; unter anderem ehrte sie das Repräsentantenhaus der Philippinen. Weiter erhielt Xyza Cruz Bacanis mehrere Stipendien von Institutionen wie dem Pulitzer Center und der Open Society Foundation. 2015 wählte die BBC sie unter die 100 Women of the World, 2016 war sie unter den Forbes 30 Under 30 in Asien.

## Veröffentlichungen
- We Are Like Air 活著如風. WE Press Co. Ltd. 香港人出版 2018. ISBN 978-988-14231-5-3